# Cryptocephalus nanus
Cryptocephalus nanus är en skalbaggsart som beskrevs av Fabricius 1801. Cryptocephalus nanus ingår i släktet Cryptocephalus och familjen bladbaggar. Inga underarter finns listade i Catalogue of Life.